# Marum (Vanuatu)
Pour les articles homonymes, voir Marum et Marum (homonymie).
Le Marum ou Maroum est un cratère volcanique du Vanuatu constituant une des bouches éruptives de l'île d'Ambrym.
Il culmine à 1 270 mètres d'altitude. Avec le Benbow situé juste au sud-ouest, le Marum constitue une des parties actives de l'île volcanique d'Ambrym. Les deux édifices peuvent présenter des lacs de lave bouillonnants lors de leurs éruptions.